# Sulawesistare
Sulawesistare (Basilornis celebensis) är en fågel i familjen starar inom ordningen tättingar.

## Utseende och läte
Sulawesistaren är en glansigt svart stare med rundad huvudtofs och tydliga ljusa teckningar på kind och bröstsidor. Ungfågeln är mörkbrun med ljus undersida. Den skiljer sig från orientstare och kortstjärtad stare genom det mer storhövdade utseendet och de tydligt ljusa fläckarna i fjäderdräkten. Bland lätena hörs klara men genomträngande metalliska "tzew" eller "tzip", liksom ett "zowee" och dämpade sträva melodier.

## Utbredning och systematik
Fågeln förekommer på Sulawesi, Lembeh, Pulau Muna och Butungöarna. Den behandlas som monotypisk, det vill säga att den inte delas in i några underarter.

## Levnadssätt
Sulawesistaren hittas i skogar, skogsbryn och närliggande degraderade områden i lågland och förberg. Där ses den i trädtaket, vanligen i par eller smågrupper.

## Status
Arten har ett begränsat utbredningsområde och populationsutvecklingen är oklar. Den tros dock inte minska tillräckligt för att anses vara hotad. IUCN kategoriserar arten som livskraftig.